# Аеон Флукс
„Аеон Флукс“ (на английски: Æon Flux) е американски научнофантастичен екшън филм от 2005 г., базиран на едноименния научнофантастичен анимационен сериал по идея на Питър Чунг, който се излъчва по MTV между 1991 и 1995 г. Режисиран е от Карин Кусама, по сценарий на Фил Хей и Мат Манфреди, и е продуциран от Гейл Ан Хърд, Дейвид Гейл, Гари Лучеси и Грег Гудмън. Филмът е продуциран от MTV Films, Lakeshore Entertainment, Babelsberg Film Studio и Valhalla Motion Pictures. Във филма участват Шарлиз Терон, Мартон Чокаш, Джони Лий Милър, Софи Оконендо, Пийт Постълуейт и Франсис Макдорманд.
Филмът е пуснат по екраните на Съединените щати на 2 декември 2005 г. от Paramount Pictures.